# Алгоритм Джонсона
Алгоритм Джонсона — позволяет найти кратчайшие пути между всеми парами вершин взвешенного ориентированного графа. Данный алгоритм работает, если в графе содержатся рёбра с положительным или отрицательным весом, но отсутствуют циклы с отрицательным весом.
Назван в честь Д. Б. Джонсона, опубликовавшего алгоритм в 1977 году.

## Алгоритм
Дан граф {\displaystyle G=(V,E)} с весовой функцией {\displaystyle \omega \colon E\to R}. Если веса всех рёбер {\displaystyle \omega } в графе неотрицательные, можно найти кратчайшие пути между всеми парами вершин, запустив алгоритм Дейкстры один раз для каждой вершины. Если в графе содержатся рёбра с отрицательным весом, но отсутствуют циклы с отрицательным весом, можно вычислить новое множество рёбер с неотрицательными весами, позволяющее воспользоваться предыдущим методом. Новое множество, состоящее из весов рёбер {\displaystyle {\hat {\omega }}}, должно удовлетворять следующим свойствам.
- Для всех рёбер {\displaystyle (u,\;v)} новый вес {\displaystyle {\hat {\omega }}(u,\;v)>0}.
- Для всех пар вершин {\displaystyle u,\;v\in V} путь {\displaystyle p} является кратчайшим путём из вершины {\displaystyle u} в вершину {\displaystyle v} с использованием весовой функции {\displaystyle \omega } тогда и только тогда, когда {\displaystyle p} — также кратчайший путь из вершины {\displaystyle u} в вершину {\displaystyle v} с весовой функцией {\displaystyle {\hat {\omega }}}.

### Сохранение кратчайших путей
Лемма (Изменение весов сохраняет кратчайшие пути). Пусть дан взвешенный ориентированный граф {\displaystyle G=(V,\;E)} с весовой функцией {\displaystyle \omega \colon E\to R}, и пусть {\displaystyle h\colon V\to R} — произвольная функция, отображающая вершины на действительные числа. Для каждого ребра {\displaystyle (u,\;v)\in E} определим
{\displaystyle {\hat {\omega }}(u,\;v)=\omega (u,\;v)+h(u)-h(v).}
Пусть {\displaystyle p=\langle v_{0},\;v_{1},\;\ldots ,\;v_{k}\rangle } — произвольный путь из вершины {\displaystyle v_{0}} в вершину {\displaystyle v_{k}}. {\displaystyle p} является кратчайшим путём с весовой функцией {\displaystyle \omega } тогда и только тогда, когда он является кратчайшим путём с весовой функцией {\displaystyle {\hat {\omega }}}, то есть равенство {\displaystyle \omega (p)=\delta (v_{0},\;v_{k})} равносильно равенству {\displaystyle {\hat {\omega }}(p)={\hat {\delta }}(v_{0},\;v_{k})}. Кроме того, граф {\displaystyle G} содержит цикл с отрицательным весом с использованием весовой функции {\displaystyle \omega } тогда и только тогда, когда он содержит цикл с отрицательным весом с использованием весовой функции {\displaystyle {\hat {\omega }}}.

### Изменение веса
1. Для данного графа создадим новый граф {\displaystyle G'=(V',\;E')}, где {\displaystyle V'=V\cup \{s\}}, для некоторой новой вершины {\displaystyle s\not \in V}, а {\displaystyle E'=E\cup \{(s,\;v):v\in V\}}.
2. Расширим весовую функцию {\displaystyle \omega } таким образом, чтобы для всех вершин {\displaystyle v\in V} выполнялось равенство {\displaystyle \omega (s,\;v)=0}.
3. Далее определим для всех вершин {\displaystyle v\in V'} величину {\displaystyle h(v)=\delta (s,\;v)} и новые веса для всех рёбер {\displaystyle {\hat {\omega }}(u,\;v)=\omega (u,\;v)+h(u)-h(v)\geqslant 0}.

### Основная процедура
В алгоритме Джонсона используется алгоритм Беллмана — Форда и алгоритм Дейкстры, реализованные в виде подпрограмм. Рёбра хранятся в виде списков смежных вершин. Алгоритм возвращает обычную матрицу {\displaystyle D=d_{ij}} размером {\displaystyle |V|\times |V|}, где {\displaystyle d_{ij}=\delta (i,\;j)}, или выдает сообщение о том, что входной граф содержит цикл с отрицательным весом.
```
Алгоритм Джонсона

Строится граф 

  

    

      

        

          
G

          
′

        

      

    

    
{\displaystyle G'}

  

if
 Bellman_Ford

  

    

      

        
(

        

          
G

          
′

        

        
,

        

        
ω

        
,

        

        
s

        
)

      

    

    
{\displaystyle (G',\;\omega ,\;s)}

  

 = FALSE
   
then
 
do
 print «Входной граф содержит цикл с отрицательным весом»
           
return
 ø

for
 для каждой 

  

    

      

        
v

        
∈

        

          
V

          
′

        

      

    

    
{\displaystyle v\in V'}

  

   
do
 присвоить величине 

  

    

      

        
h

        
(

        
v

        
)

      

    

    
{\displaystyle h(v)}

  

 значение 

  

    

      

        
δ

        
(

        
s

        
,

        

        
v

        
)

      

    

    
{\displaystyle \delta (s,\;v)}

  

,
      вычисленное алгоритмом Беллмана — Форда
   
for
 для каждого ребра 

  

    

      

        
(

        
u

        
,

        

        
v

        
)

        
∈

        

          
E

          
′

        

      

    

    
{\displaystyle (u,\;v)\in E'}

  

      
do
 

  

    

      

        

          

            

              
ω

              
^

            

          

        

        
(

        
u

        
,

        

        
v

        
)

        
←

        
ω

        
(

        
u

        
,

        

        
v

        
)

        
+

        
h

        
(

        
u

        
)

        
−

        
h

        
(

        
v

        
)

      

    

    
{\displaystyle {\hat {\omega }}(u,\;v)\leftarrow \omega (u,\;v)+h(u)-h(v)}

  

   
for
 для каждой вершины 

  

    

      

        
u

        
∈

        
V

      

    

    
{\displaystyle u\in V}

  

      
do
 вычисление с помощью алгоритма Дейкстры
         

  

    

      

        
(

        
G

        
,

        

        

          

            

              
ω

              
^

            

          

        

        
,

        

        
u

        
)

      

    

    
{\displaystyle (G,\;{\hat {\omega }},\;u)}

  

 величин 

  

    

      

        

          

            

              
δ

              
^

            

          

        

        
(

        
u

        
,

        

        
v

        
)

      

    

    
{\displaystyle {\hat {\delta }}(u,\;v)}

  

         для всех вершин 

  

    

      

        
v

        
∈

        
V

      

    

    
{\displaystyle v\in V}

  

      
for
 для каждой вершины 

  

    

      

        
v

        
∈

        
V

      

    

    
{\displaystyle v\in V}

  

         
do
 

  

    

      

        

          
d

          

            
u

            
v

          

        

        
←

        

          

            

              
δ

              
^

            

          

        

        
(

        
u

        
,

        

        
v

        
)

        
+

        
h

        
(

        
v

        
)

        
−

        
h

        
(

        
u

        
)

      

    

    
{\displaystyle d_{uv}\leftarrow {\hat {\delta }}(u,\;v)+h(v)-h(u)}

  

return
 D
```

## Сложность
Если в алгоритме Дейкстры неубывающая очередь с приоритетами реализована в виде фибоначчиевой кучи, то время работы алгоритма Джонсона равно {\displaystyle O(V^{2}\log V+VE)}. При более простой реализации неубывающей очереди с приоритетами время работы становится равным {\displaystyle O(VE\log V)}, но для разреженных графов эта величина в асимптотическом пределе ведёт себя лучше, чем время работы алгоритма Флойда — Уоршелла.